# Leptogomphus sauteri
Leptogomphus sauteri är en trollsländeart. Leptogomphus sauteri ingår i släktet Leptogomphus och familjen flodtrollsländor.

## Underarter
Arten delas in i följande underarter:
- L. s. formosanus
- L. s. sauteri